# هولاندز كرون
هولاندز كرون هي مدينة وبلدية بمقاطعة شمال هولندا، هولندا.

## طوبوغرافيا
خريطة طوبوغرافية هولندية لبلدية هولاندز كرون، يونيو 2015، (تقرأ بعد ثلاث نقرات على الخريطة).